# Euphoresia kivuana
Euphoresia kivuana är en skalbaggsart som beskrevs av Brenske 1901. Euphoresia kivuana ingår i släktet Euphoresia och familjen Melolonthidae. Inga underarter finns listade i Catalogue of Life.